# محلول فاولر
محلول فاولر (به انگلیسی: Fowler's solution) محلولی حاوی ۱٪ آرسنیت پتاسیم (KAsO2) است که به عنوان درمان یا تونیک تجویز می‌شود. توماس فاولر از استافورد، انگلستان، محلول را در سال ۱۷۸۶ به عنوان جایگزینی برای ثبت اختراع داروی «قطرهٔ تب و لرز بی‌مزه» پیشنهاد داد. از سال ۱۸۴۵، محلول فاولر به عنوان یکی از درمان‌های خوب برای سرطان خون شد.